# Биоклиматический закон Хопкинса
Биоклиматический закон Хопкинса — закон, согласно которому в условиях умеренной климатической зоны Северной Америки по мере движения на север, восток и вверх в горы время наступления периодических явлений в жизнедеятельности организмов (например, начало цветения) запаздывает на четыре дня на каждые 1° широты, 5° долготы и примерно 100 метров (400 футов) высоты.
Северная Америка как континент имеет уникальный природный ландшафт: высота над уровнем моря в ней постепенно снижается от Кордильер на западе до Атлантического океана на востоке, образуя террасы. Поэтому долгота местности определяет и её высоту, а значит, и биоклиматические условия.